# Cloeon bicolor
Cloeon bicolor is een haft uit de familie Baetidae. De wetenschappelijke naam van de soort is voor het eerst geldig gepubliceerd in 1947 door Kimmins.
De soort komt voor in het Oriëntaals gebied.